# Carlotta di Lorena
Carlotta di Lorena-Armagnac (6 maggio 1678 – 21 gennaio 1757) fu una Principessa di Lorena per nascita e figlia di Luigi, Conte d'Armagnac. Era nota come Mademoiselle d'Armagnac e morì nubile.

## Biografia
Carlotta di Lorena era l'undicesima dei quattordici figli nati da Luigi di Lorena, Conte d'Armagnac e Catherine de Neufville. Ella apparteneva al Casato di Guise, un ramo cadetto del Casato di Lorena, intitolati al rango di prince étranger in Francia. Fu allevata con la sorella Maria, madre di Luisa Ippolita di Monaco. La stessa madre di Carlotta era una figlia di Nicolas de Neufville, un maresciallo di Francia e un tempo governatore di Luigi XIV.
Designata Mademoiselle d'Armagnac, era una bellezza celebre alla corte ed era una favorita di Luigi XIV e fu descritta da Madame de Sévigné come una donna bella e simpatica. Dopo il matrimonio della sorella Maria con il Duca di Valentinois (futuro Principe di Monaco) la corte spostò la sua attenzione alla gamma di pretendenti che furono offerti a Carlotta. Tra questi il famoso Saint Simon; il Margravio di Ansbach, fratello della futura Regina Carolina di Gran Bretagna nonché vari altri nobili francesi.
Un altro candidato fu Luigi Alessandro di Borbone, conte di Tolosa, il più giovane dei figli maschi di Luigi XIV e della sua amante ufficiale Madame de Montespan. Luigi si oppose al matrimonio e le diede una pensione in cambio delle sue perdite. Morì nubile dopo essere sopravvissuta ai suoi numerosi fratelli.

## Titoli ed appellativi
- 6 maggio 1678 - 21 gennaio 1757 Mademoiselle d'Armagnac

## Ascendenza
|                                        |                                            |                                                                    | Genitori                                                   |  |  | Nonni |  |  | Bisnonni                           |  |  | Trisnonni                           |  |
|                                        |                                            |                                                                    |                                                            |  |  |       |  |  | Carlo di Lorena, Conte di Harcourt |  |  | Renato di Guisa, Marchese di Elbeuf |  |
|                                        |                                            |                                                                    |                                                            |  |  |       |  |  | Carlo di Lorena, Conte di Harcourt |  |  | Renato di Guisa, Marchese di Elbeuf |  |
|                                        |                                            | Louise de Rieux                                                    |                                                            |  |  |       |  |  | Carlo di Lorena, Conte di Harcourt |  |  |                                     |  |
| Enrico di Lorena, Conte di Harcourt    |                                            |                                                                    |                                                            |  |  |       |  |  | Carlo di Lorena, Conte di Harcourt |  |  |                                     |  |
|                                        |                                            | Marguerite de Chabot                                               | Léonor Chabot, Conte di Charny                             |  |  |       |  |  |                                    |  |  |                                     |  |
|                                        |                                            | Marguerite de Chabot                                               | Léonor Chabot, Conte di Charny                             |  |  |       |  |  |                                    |  |  |                                     |  |
|                                        |                                            | Marguerite de Chabot                                               | Françoise de Longwy-Rye                                    |  |  |       |  |  |                                    |  |  |                                     |  |
| Luigi di Lorena, Conte di Harcourt     |                                            | Marguerite de Chabot                                               |                                                            |  |  |       |  |  |                                    |  |  |                                     |  |
|                                        |                                            | Charles du Cambout, Marchese di Coislin                            | François du Cambout, Signore di Cambout                    |  |  |       |  |  |                                    |  |  |                                     |  |
|                                        |                                            | Charles du Cambout, Marchese di Coislin                            | François du Cambout, Signore di Cambout                    |  |  |       |  |  |                                    |  |  |                                     |  |
|                                        |                                            | Charles du Cambout, Marchese di Coislin                            | Louise du Plessis de Richelieu                             |  |  |       |  |  |                                    |  |  |                                     |  |
| Marguerite Philippe du Cambout         |                                            | Charles du Cambout, Marchese di Coislin                            |                                                            |  |  |       |  |  |                                    |  |  |                                     |  |
|                                        |                                            | Philippe de Beurges                                                | Charles de Beurges, Signore di Seury                       |  |  |       |  |  |                                    |  |  |                                     |  |
|                                        |                                            | Philippe de Beurges                                                | Charles de Beurges, Signore di Seury                       |  |  |       |  |  |                                    |  |  |                                     |  |
|                                        |                                            | Philippe de Beurges                                                | Jeanne Lescoët, Dama di La Mogulaye                        |  |  |       |  |  |                                    |  |  |                                     |  |
| Carlotta di Lorena                     |                                            | Philippe de Beurges                                                |                                                            |  |  |       |  |  |                                    |  |  |                                     |  |
|                                        | Charles de Neufville, Marchese di Villeroy | Nicolas IV de Neufville, Signore di Villeroy                       |                                                            |  |  |       |  |  |                                    |  |  |                                     |  |
|                                        | Charles de Neufville, Marchese di Villeroy | Nicolas IV de Neufville, Signore di Villeroy                       |                                                            |  |  |       |  |  |                                    |  |  |                                     |  |
|                                        | Charles de Neufville, Marchese di Villeroy | Madeleine de L'Aubespine                                           |                                                            |  |  |       |  |  |                                    |  |  |                                     |  |
| Nicolas de Neufville, Duca di Villeroy | Charles de Neufville, Marchese di Villeroy |                                                                    |                                                            |  |  |       |  |  |                                    |  |  |                                     |  |
|                                        |                                            | Jacqueline de Harlay de Sancy                                      | Nicolas de Harlay, Barone di Maule                         |  |  |       |  |  |                                    |  |  |                                     |  |
|                                        |                                            | Jacqueline de Harlay de Sancy                                      | Nicolas de Harlay, Barone di Maule                         |  |  |       |  |  |                                    |  |  |                                     |  |
|                                        |                                            | Jacqueline de Harlay de Sancy                                      | Marie Moreau, Signora di Grosbois                          |  |  |       |  |  |                                    |  |  |                                     |  |
| Catherine de Neufville                 |                                            | Jacqueline de Harlay de Sancy                                      |                                                            |  |  |       |  |  |                                    |  |  |                                     |  |
|                                        |                                            | Charles de Blanchefort de Créquy, Duca di Créquy, Principe di Poix | Antoine de Blanchefort de Créquy, Signore di Saint-Janvrin |  |  |       |  |  |                                    |  |  |                                     |  |
|                                        |                                            | Charles de Blanchefort de Créquy, Duca di Créquy, Principe di Poix | Antoine de Blanchefort de Créquy, Signore di Saint-Janvrin |  |  |       |  |  |                                    |  |  |                                     |  |
|                                        |                                            | Charles de Blanchefort de Créquy, Duca di Créquy, Principe di Poix | Chrétienne d'Aguerre                                       |  |  |       |  |  |                                    |  |  |                                     |  |
| Marie de Créquy, Dama di Mions         |                                            | Charles de Blanchefort de Créquy, Duca di Créquy, Principe di Poix |                                                            |  |  |       |  |  |                                    |  |  |                                     |  |
|                                        |                                            | Madeleine de Bonne de Lesdiguières                                 | François de Bonne, I Duca di Lesdiguières                  |  |  |       |  |  |                                    |  |  |                                     |  |
|                                        |                                            | Madeleine de Bonne de Lesdiguières                                 | François de Bonne, I Duca di Lesdiguières                  |  |  |       |  |  |                                    |  |  |                                     |  |
|                                        |                                            | Madeleine de Bonne de Lesdiguières                                 | Claudine de Berenger                                       |  |  |       |  |  |                                    |  |  |                                     |  |
|                                        |                                            | Madeleine de Bonne de Lesdiguières                                 |                                                            |  |  |       |  |  |                                    |  |  |                                     |  |